# Włodzimierz Dreszer
Włodzimierz Dreszer (ur. 4 kwietnia 1943 w Ślesinie) – polski artysta, designer, teoretyk sztuk projektowych, pedagog, profesor zw., rektor Akademii Sztuk Pięknych w Poznaniu w kadencjach 1996-99, 99-2002.

## Studia
W 1963 roku ukończył Państwowe Liceum Technik Plastycznych w Zakopanem, a następnie w 1965 roku Studium Nauczycielskie w Poznaniu. W 1971 roku ukończył Państwową Wyższą Szkołę Sztuk Plastycznych w Poznaniu.
Po ukończeniu studiów podjął pracę w macierzystej uczelni.

## Twórczość
Uprawia environmental art i environmental design. Autor unikatowych w szkolnictwie artystycznym programów dydaktycznych obejmujących metodykę badawczą: Bionika w projektowaniu (1975), Fizjotektonika (2003) i Sztuka Projektowania Krajobrazu (2006).
Autor książek:
- Fizjotektonika, Wydawnictwo ASP w Poznaniu 2006, ISBN 83-88400-24X
- Próba przywrócenia rzeki miastu - Warta w Poznaniu, Wydawnictwo ASP w Poznaniu 2006, ISBN 83-88400-25-8
- Przestrzenie wyróżnione krajobrazu kulturowego, Wydawnictwo ASP w Poznaniu 2007, ISBN 978-83-88400-31-5
- red. wyd.: Bionics, Wydawnictwo Obserwator 1995, ISBN 83-904027-9-3
- Sztuka projektowania krajobrazu kulturowego, Wydawnictwo ASP w Poznaniu 2007, ISBN 978-83-88400-34-6
- OD BIONIKI DO KRAJOBRAZU. Włodzimierza Dreszera refleksje nad dydaktyką artystyczną, Uniwersytet Artystyczny w Poznaniu, 2016, ISBN 978-83-65578-71-6

Twórczość artystyczną prezentował na wystawach w Polsce, Austrii, Kanadzie, Francji, USA i na Węgrzech. Twórczość projektową uprawiał w Polsce i w Stanach Zjednoczonych.

## Praca pedagogiczna
Od 1971 pedagog PWSSP następnie ASP w Poznaniu, Wydział Architektury i Wzornictwa. Założyciel i kierownik Katedry Bioniki w projektowaniu (w latach 1992-96, 2005-08).
1977 - Stypendium Rządu Fińskiego - staż w University of Art and Design, Helsinki
W latach 1994–2009 profesor WSP w Zielonej Górze, następnie Uniwersytetu Zielonogórskiego, Wydział Artystyczny.
1991 – profesor wizytujący w Concordia University, Montreal.
2008 - 2009 profesor wizytujący w Akademii Sztuk Pięknych w Krakowie.